# Procyonidae
Los mapaches, cacomixtles, coatíes, martuchas y parientes forman el grupo de los prociónidos (Procyonidae) son una familia de mamíferos del orden Carnivora. En la actualidad se distribuye exclusivamente por el continente americano desde el sur de Canadá hasta el norte de Argentina. Son los parientes más cercanos a la familia Mustelidae. Los prociónidos son un clado constituido por aproximadamente 19 géneros, de los cuales 6 existen actualmente con 14 especies.

## Biología
Son animales que presentan estilos de vida arbórea y escansorial, de medidas medianas a pequeñas, con longitudes que van de 60 a 135 cm aproximadamente y miembros pentadáctilos. Son  plantígrados a semiplantígrados, sus dígitos están separados a diferentes grados y el tercero es más grande que el resto, las garras usualmente no son retráctiles y su forma es curvada y corta. Sin embargo, Bassariscus astutus tiene las uñas de los miembros anteriores semiretráctiles.
La forma general del cráneo es variable (en algunas especies la región facial es elongada, en otras el cráneo es corto y redondeado, e incluso alcanza a ser fuertemente elongada). Sin embargo, la mayoría de los neurocráneos son relativamente voluminosos. En la mayoría de las especies el canal aliesfenoide (canal a través del hueso aliesfenoide que da paso al quinto nervio craneal) no está desarrollado, el canal de la arteria carótida está localizado al lado interior de la bulla auditiva y separada del foramen rasgado medio.
Los molares de la familia suelen ser anchos y no presentan el borde de corte característico de cánidos y félidos. La fórmula dentaria en la mayoría es:
I: {\displaystyle {\frac {3}{3}}}; C: {\displaystyle {\frac {1}{1}}}; P: {\displaystyle {\frac {4}{4}}}; M: {\displaystyle {\frac {2}{2}}\times 2\,=\ 40}
Pero en Potos, el  kinkajú, es:
I: {\displaystyle {\frac {3}{3}}}; C: {\displaystyle {\frac {1}{1}}}; P: {\displaystyle {\frac {3}{3}}}; M: {\displaystyle {\frac {2}{2}}\times 2\,=\ 36}

## Atributos generales de los mapaches
Los mapaches son poco comunes, ya que sus pulgares (aunque no oponible) les permiten abrir muchos contenedores cerrados (como cubos de basura y puertas). Son omnívoros con fama de inteligentes y traviesos; su inteligencia y destreza les permiten sobrevivir en una amplia gama de entornos y son uno de los pocos animales de tamaño medio-grande que han ampliado su área de distribución desde que comenzó la invasión humana (otro es el coyote). Las patas traseras de los mapaches son plantígradas similares a las de los humanos y los osos. Los mapaches se consideran a veces alimañas o una molestia. Se han adaptado fácilmente a los entornos urbanos (compárese con zarigüeyas, mofetas y zorros), hurgando en cubos de basura y otras fuentes de alimento.

## Distribución y hábitat
El área de distribución natural de los pequeños mapaches se extiende desde el sur de Canadá hasta el norte de Argentina. En la actualidad, el mapache también está extendido por Europa (incluida Alemania) como escapado de cautividad. Los mapaches habitan en diversos hábitats, pero se encuentran sobre todo en los bosques.
Los Procyonidae, una familia que incluye animales como el mapache y el coatí, tienen hábitos alimenticios variados y adaptativos. Generalmente son omnívoros, lo que significa que consumen tanto materia vegetal como animal.

## Hábitos alimenticios
Su dieta puede incluir frutas, insectos, pequeños mamíferos, huevos, y restos de alimentos humanos. Muchos, como el mapache, son nocturnos y buscan alimento durante la noche, utilizando su agudo sentido del olfato y la habilidad de manipular objetos con sus patas. Pueden adaptarse a diferentes hábitats, lo que les permite acceder a una amplia gama de recursos alimenticios. Por ejemplo, en áreas urbanas, los mapaches suelen alimentarse de basura.
Algunos, como los coatíes, pueden alimentarse en grupos, lo que les ayuda a protegerse de depredadores y a encontrar más alimento.
Todos estos hábitos les permiten sobrevivir en una variedad de entornos, desde bosques hasta áreas urbanas.

## Historia evolutiva
Aparecieron primero en el Oligoceno tardío de Europa. Su registro más temprano en Norteamérica se dio en la formación Harrison superior, probablemente del Arikareean tardío (Mioceno temprano). Procyonidae se convirtió en un grupo predominante en América del Norte, primero aparecen en el Hemingfordiano (Mioceno temprano tardío), y mostrando una gran distribución. En Suramérica el grupo tuvo lugar entre Mioceno tardío y el Plioceno, en dos épocas distintas. En los neo-trópicos Procyonidae, actualmente, tiene gran diversidad, y los registros fósiles indican que fue mayor entre los periodos del Mioceno al Plioceno.
Con relación a los datos moleculares se tienen estimaciones que sugieren que los géneros tuvieron un tiempo de divergencia, el cual se presentó en el Mioceno (23,8-5,3 Ma) con muestras significativas de diversificación. Con respecto a Potos se determinó un tiempo en el cual se dividió de los demás prociónidos hace 21,6-24 Ma. Se estima también que de manera simultánea los géneros Bassaricyon y Nasua, y Bassariscus y Procyon se separaron a finales del Mioceno, lo cual puede sugerir que ambos grupos sufrieron la influencia del medio, el cual curiosamente coincide con un periodo de enfriamiento global. Se cree entonces que dicha diversificación se deba a la adaptación a hábitats y estilos de vida nuevos, en los cuales buscaban obtener morfologías que les permitieran adaptarse a una vida arbórea y otras que les permitieran mejorarla con relación a hábitos alimenticios.
De igual manera los datos obtenidos por análisis moleculares y los datos fosilíferos sugieren que la familia Procyonidae es el resultado de una diversificación masiva que ocurrió durante el mioceno. Se puede entender también que Potos es un representante de un linaje mucho más antiguo que el resto, uno que pudo existir entre el Oligoceno y el Mioceno temprano.
La evidencia fósil sugiere que los prociónidos se dispersaron a través de Suramérica en dos ocasiones diferentes, una que sucedió antes del istmo de Panamá y otra que ocurrió después, donde se ve representado por el género Cyonasua (Mioceno Superior), por lo que se cree que el primer intercambio se dio de isla en isla o a través de maderos que cumplieron una función de balsa. Dicho género es absolutamente similar a uno extinto en Norteamérica, Arctonasua. Se cree que Cyonasua dio lugar a múltiples descendientes entre ellos a Chapalmalania (tamaño parecido al de un oso), sin embargo lo que se estima es que todos aquellos prociónidos endémicos de Sudamérica se extinguieron en el plioceno Tardío. Se piensa que los prociónidos con géneros existentes en Sudamérica entraron después del istmo de Panamá en el Gran Intercambio Americano aproximadamente hace 2,3 Ma, pues los fósiles de Nasua nasua y Procyon cancrivorus encontrados en América del Sur se registraron por primera vez en formaciones del pleistoceno, al igual que gran parte de los registros de Sudamérica en general.

### Evolución
Los fósiles de prociónidos que se creía que pertenecían al género Bassariscus, que incluye a los modernos rintel y cacomixtle tropical, han sido identificados en la época del Mioceno, hace unos 20 millones de años (Ma). Se ha sugerido que los primeros prociónidos eran una rama de los cánidos que se adaptaron a una dieta más omnívora. La evolución reciente de los prociónidos se ha centrado en Centroamérica (donde su diversidad es mayor);entraron en la antes aislada Sudamérica como parte del Gran Intercambio Americano, que comenzó hace unos 7.3 Ma a finales del Mioceno, con la aparición del Cyonasua.  Algunos prociónidos fósiles como Stromeriella' también estuvieron presentes en el Viejo Mundo, antes de extinguirse en el Plioceno.
Los estudios genéticos han demostrado que los kinkajús son un grupo hermano de todos los demás procónidos existentes; se separaron hace unos 22,6 Ma. Los clados que conducen a los coatíes y los olingos en una rama, y a los rabilargos y los mapaches en la otra, se separaron hace unos 17,7 Ma.Se estima que la divergencia entre los olingos y los coatíes se produjo hace unos 10,2 Ma, más o menos en la misma época en que se separaron los rabilargos y los mapaches. Se estima que la separación entre los coatíes y los coatíes de montaña se produjo hace 7,7 Ma.

## Biocronología
Se tienen registro de la familia en las siguientes localidades y tiempos. Entre paréntesis se muestra el número de individuos encontrados en cada afloramiento.
- Holoceno de Brasil (2 colecciones), Panamá (1), Perú (1), Estados Unidos (6: Arizona, Texas, Virginia), Venezuela (1)
- Pleistoceno al Holoceno de Brasil (1), Estados Unidos (16: Arizona, Misuri, Tennessee, Virginia, Virginia del Oeste)
- Pleistoceno de Bolivia (1), Canadá (1: Alberta), México (5), Nicaragua (1), Estados Unidos (40: Arkansas, California, Florida, Georgia, Idaho, Illinois, Iowa, Kansas, Misuri, Nuevo México, Carolina del Sur, Tennessee, Texas, Virginia)
- Plioceno al Pleistoceno de los Estados Unidos (1: Florida)
- Plioceno de México (1), Estados Unidos (20: Arizona, California, Florida, Kansas, Nebraska, Nevada, Texas, Washington)
- Hemfiliense de los Estados Unidos (13: Arizona, California, Kansas, Nebraska, Nuevo México, Oklahoma, Oregón)
- Mioceno al Plioceno de África del Sur (1)
- Mioceno de Argentina (1), Canadá (3: Saskatchewan), Francia (3), Alemania (3), Polonia (1), Eslovaquia (1), Estados Unidos (40: Arizona, California, Delaware, Florida, Kansas, Luisiana, Nebraska, Nevada, Oklahoma, Oregón, Dakota del Sur, Texas, Wyoming)
- Harrisoniano de los Estados Unidos (1: Nebraska)
- Aricareano de los Estados Unidos (1: Idaho)
- Oligoceno de Francia (1)

## Clasificación
La familia Procyonidae posee una gran cantidad de géneros
- Familia Procyonidae
  -     - Género Bassaricyon - olingos
      - Bassaricyon alleni
      - Bassaricyon beddardi
      - Bassaricyon gabbii
      - Bassaricyon lasius
      - Bassaricyon neblina - olinguito
      - Bassaricyon pauli

    - Género Bassariscus - gato de cola anillada y cacomixtle.
      - Bassariscus astutus
      - Bassariscus sumichrasti

    - Género Nasua - coatíes
      - Nasua nasua
      - Nasua narica

    - Género Nasuella coatí oliva
      - Nasuella olivacea

    - Género Procyon - mapaches
      - Procyon cancrivorus
      - Procyon pygmaeus
      - Procyon lotor

    - Género Potos - mico león
      - Potos flavus

Además, hay las siguientes especies extintas conocidas:
- Procyonidae J.E. Gray, 1825
  - †Broilianinae Dehm, 1950
    - †Broiliana Dehm, 1950
      - †B. dehmi Beaumont & Mein, 1973
      - †B. nobilis Dehm, 1950

    - †Stromeriella Dehm, 1950
      - †S. depressa Morlo, 1996
      - †S. franconica Dehm, 1950

  - Potosinae Trouessart, 1904
    - †Parapotos J.A. Baskin, 2003
      - †P. tedfordi J.A. Baskin, 2003

  - Procyoninae J.E. Gray, 1825
    - †Arctonasua J.A. Baskin, 1982
      - †A. eurybates J.A. Baskin, 1982
      - †A. fricki J.A. Baskin, 1982
      - †A. floridana J.A. Baskin, 1982
      - †A. gracilis J.A. Baskin, 1982
      - †A. minima J.A. Baskin, 1982

    - †Bassaricyonoides J.A. Baskin & Morea, 2003
      - †B. stewartae J.A. Baskin & Morea, 2003
      - †B. phyllismillerae J.A. Baskin & Morea, 2003

    - Bassariscus Coues, 1887
      - †B. antiquus Matthew & Cook, 1909
      - †B. casei Hibbard, 1952
      - †B. minimus J.A. Baskin, 2004
      - †B. ogallalae Hibbard, 1933
      - †B. parvus Hall, 1927

    - †Chapalmalania Ameghino, 1908
      - †C. altaefrontis Kraglievich & Olazábal, 1959
      - †C. ortognatha Ameghino, 1908

    - †Cyonasua Ameghino, 1885 [=Amphinasua Moreno & Mercerat, 1891; Brachynasua Ameghino & Kraglievich 1925; Pachynasua Ameghino, 1904]
      - †C. argentina Ameghino 1885
      - †C. argentinus (Burmeister, 1891)
      - †C. brevirostris (Moreno & Mercerat, 1891) [=Amphinasua brevirostris Moreno & Mercerat, 1891]
      - †C. clausa (Ameghino, 1904) [=Pachynasua clausa Ameghino, 1904]
      - †C. groeberi Kraglievich & Reig, 1954 [=Amphinasua groeberi Cabrera, 1936]
      - †C. longirostris (Rovereto, 1914)
      - †C. lutaria (Cabrera, 1936) [=Amphinasua lutaria Cabrera, 1936]
      - †C. meranii (Ameghino & Kraglievich 1925) [=Brachynasua meranii Ameghino & Kraglievich 1925]
      - †C. pascuali Linares, 1981 [=Amphinasua pascuali Linares, 1981]
      - †C. robusta (Rovereto, 1914)

    - †Edaphocyon Wilson, 1960
      - †E. lautus J.A. Baskin, 1982
      - †E. palmeri J.A. Baskin & Morea, 2003
      - †E. pointblankensis Wilson, 1960

    - Nasua Storr, 1780
      - †N. pronarica Dalquest, 1978
      - †N. mastodonta Emmert & Short, 2018
      - †N. nicaeensis Holl, 1829

    - †Parahyaenodon Ameghino, 1904
      - †P. argentinus Ameghino, 1904

    - †Paranasua J.A. Baskin, 1982
      - †P. biradica J.A. Baskin, 1982

    - †Probassariscus Merriam, 1911
      - †P. matthewi Merriam, 1911

    - Procyon Storr, 1780
      - †P. gipsoni Emmert & Short, 2018
      - †P. megalokolos Emmert & Short, 2018
      - †P. rexroadensis Hibbard, 1941

    - †Protoprocyon Linares, 1981 [=Lichnocyon J.A. Baskin, 1982]
      - †P. savagei Linares, 1981 [=Lichnocyon savagei J.A. Baskin, 1982]

    - †Tetraprothomo Ameghino, 1908
      - †T. argentinus Ameghino, 1908